# Museo Nacional de Historia de las Mujeres
El Museo Nacional de Historia de las Mujeres en inglés National Women's History Museum, (NWHM) es un museo y una organización de historia estadounidense que tiene como objetivo investigar, recopilar y exhibir la contribución de las mujeres a la vida social, cultural, económica y política de Estados Unidos. El NWHM fue fundado en 1996 por Karen Staser. Actualmente ofrece un museo en línea, programas educativos, becas e investigación con el objetivo de crear un museo en el National Mall en Washington D. C.

## Historia del museo
El Museo Nacional de Historia de la Mujer fue fundado en 1996 por Karen Staser. Actualmente organiza exposiciones en línea y proporciona materiales educativos. El NWHM ha liderado el esfuerzo para construir un museo permanente dedicado a mostrar la historia colectiva de las mujeres estadounidenses en o cerca del National Mall, también conocido como explanada nacional en el corazón de Washington D. C.  
En diciembre de 2014, el Congreso votó una propuesta impulsada por la demócrata de Nueva York Carolyn Maloney para crear una comisión del Congreso para estudiar la creación de un Museo de la Historia Nacional de las Mujeres. En febrero de 2020 la Cámara de Representantes de Estados Unidos aprobó un proyecto de ley, H.R. 1980, para establecer un museo de historia de las mujeres en el marco del Instituto Smithsoniano ubicado en el National Mall.

## Museo virtual
Desde junio de 2017, el museo mantiene una presencia en línea a través de las redes sociales y un sitio web con numerosas exposiciones en línea sobre la historia de las mujeres estadounidenses. El sitio web también sirve como plataforma para promover la misión de NWHM.

## Junta Directiva
A May 2017
- Susan Whiting, Presidenta
- Gretchen Green, MD, MMS, Vicepresidenta
- Ann EW Stone, Secretaria
- Susan Danish, Tesorera
- Joan Bradley Wages, presidente y director ejecutivo (ex officio)